# Neues Schlösschen (Michelbach am Heuchelberg)

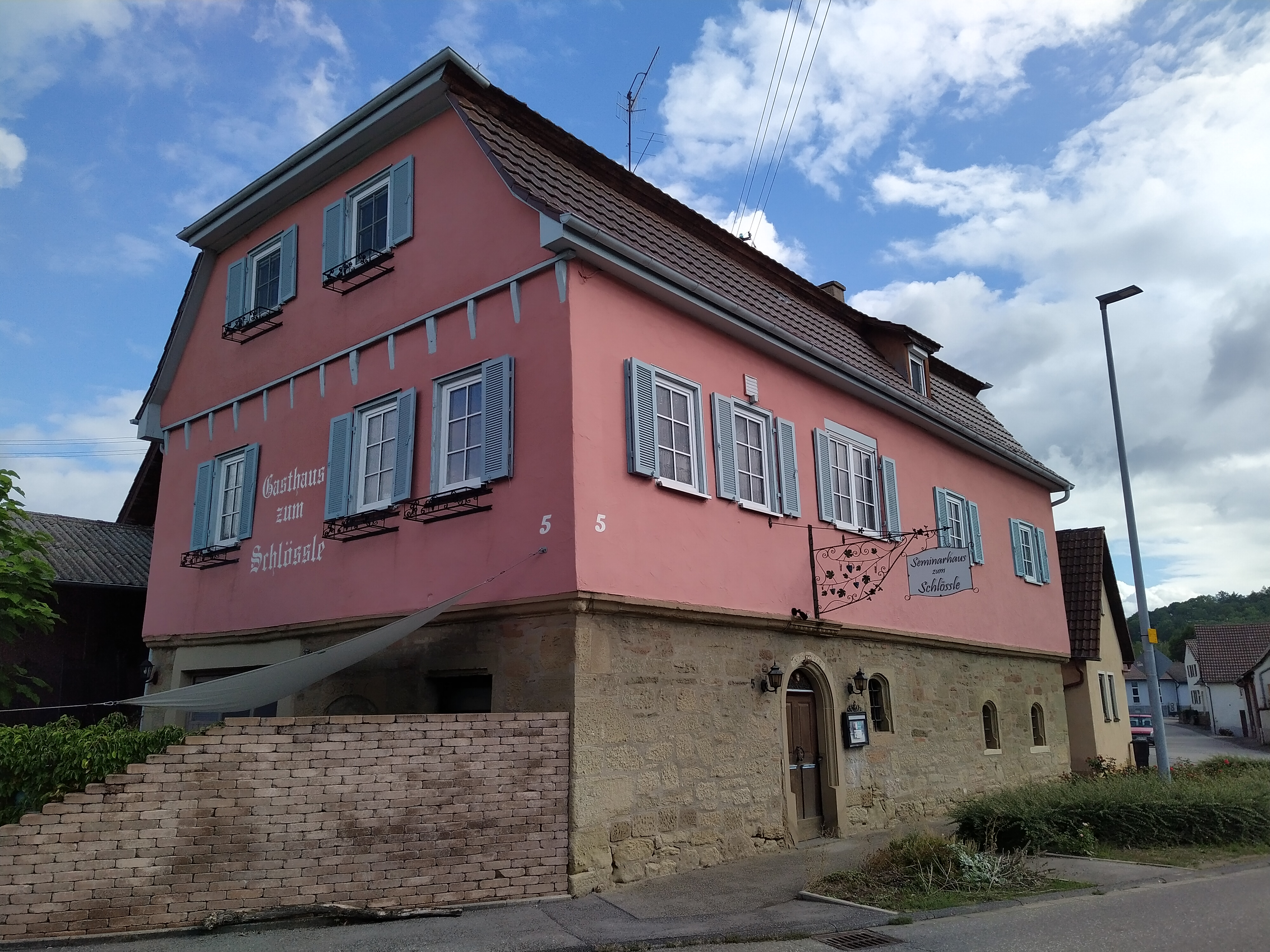
Neues Schlösschen Michelbach

Das Neue Schlösschen in Michelbach am Heuchelberg, einem Ortsteil von Zaberfeld im Landkreis Heilbronn im nördlichen Baden-Württemberg, ist ein herrschaftliches Gebäude aus der Zeit des frühen Barock.
Das Schlösschen in Michelbach wurde 1709 auf den Fundamenten eines älteren Bauwerks unter Johann Bernhard von Sternenfels errichtet. Das Portal des Gebäudes an der südlichen Traufseite zeigt das Baujahr sowie das Wappen der Herren von Sternenfels. Von dem Vorgängerbau zeugt noch eine vermauerte Kellertür von 1596 an der westlichen Giebelseite. Auffällig sind die steinernen Fratzenköpfe an den Gebäudekanten. Das Gebäude wurde 1771 von den Lehnsträgern an Privat verkauft und diente bis 2012 als Gaststätte.
In der Nähe befinden sich außerdem noch ein Speichergebäude aus dem Jahr 1559 und eine Zehntscheuer.

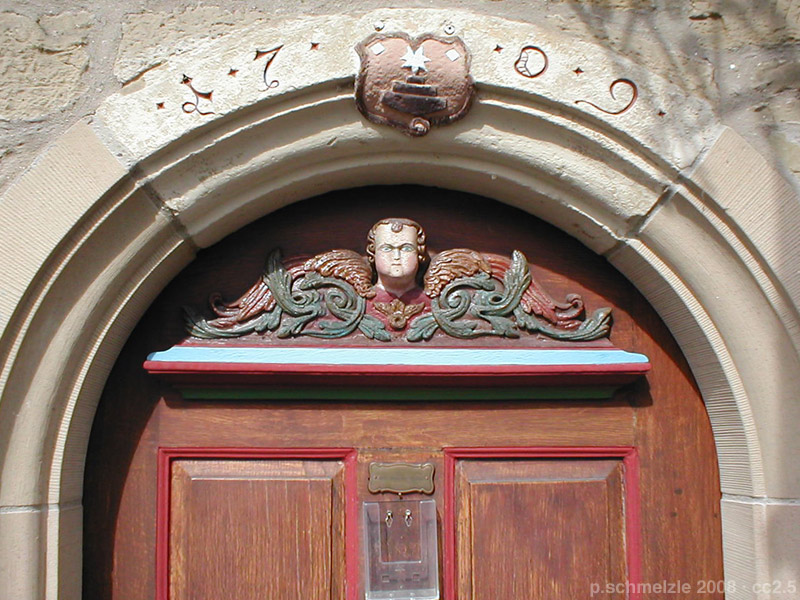
Portal von 1709
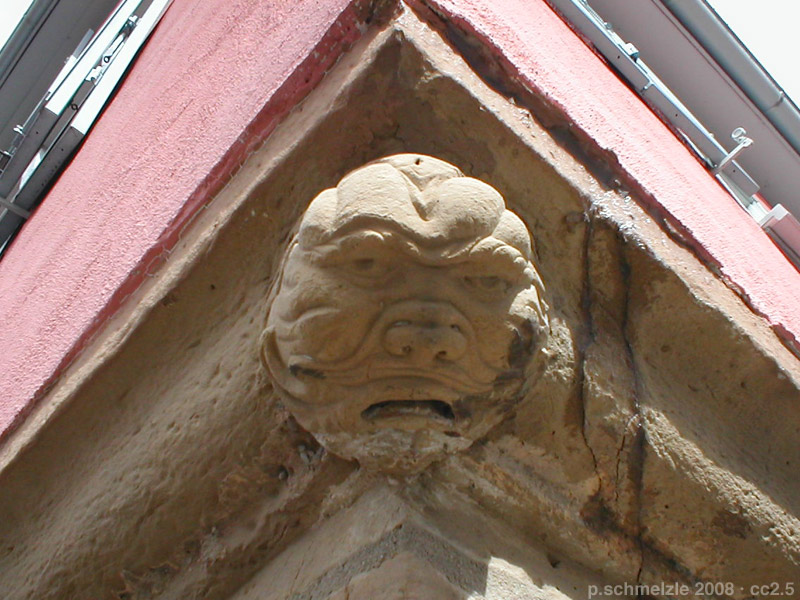
Fratzenkopf
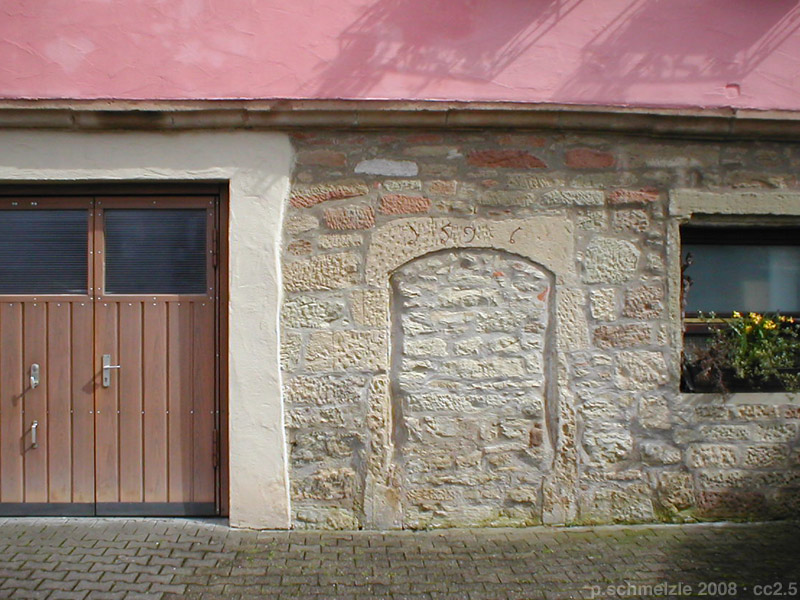
Kellertür von 1596